# Władysław Wittstock
Władysław Ignacy Wittstock (ur. 1896, zm. 1966) – polski nauczyciel, dyrygent chórów bydgoskich i w okręgu nakielsko-wyrzyskim.

## Życiorys
Urodził się 30 lipca 1896 r. we wsi Niemcz, w powiecie bydgoskim. Był synem Augustyna, urzędnika kolejowego i Weroniki z domu Wirwicka. Po ukończeniu szkoły ludowej w 1910 r., uczęszczał do Królewskiego Katolickiego Seminarium Nauczycielskiego w Bydgoszczy. Z powodu służby w wojsku niemieckim, maturę zdał dopiero w 1919 r.
Pracował w szkołach powszechnych w Polanowie i Wyrzysku, prowadził tam chóry amatorskie oraz współorganizował Nakielsko-Wyrzyski Okręg Śpiewaczy zrzeszający dziesięć chórów. W Bydgoszczy, w latach 1927-1930 uczył śpiewu i muzyki w 7-klasowej Szkole Powszechnej im. św. Jana przy ul. Świętojańskiej 20. W uznaniu jego umiejętności pedagogicznych, muzycznych, organizacyjnych i znajomości języka niemieckiego, został oddelegowany do pracy pedagogicznej w Niemczech. Kierował 4-klasową szkołą polską w Zakrzewie w powiecie złotowskim, gdzie brał udział w działalności młodzieżowych stowarzyszeń polskich.
Organizował chóry polskie w powiecie złotowskim. W Zakrzewie założył 90-osobowy chór wiejski, który z czasem stał się reprezentacyjnym chórem Związku Polaków w Niemczech, a na konkursie chórów polonijnych w 1936 r. w Warszawie zdobył II nagrodę. Dla chórów polskich ustalił wspólny repertuar i przygotował zestaw nut. Był inicjatorem i współautorem śpiewnika dla polskich szkół powszechnych, wydanego przez Związek Polskich Towarzystw Szkolnych w Niemczech. Po powrocie do Bydgoszczy w październiku 1935 r. uczył w Męskiej Szkole Wydziałowej, a po jej likwidacji, od 1936 r. ponownie w szkole św. Jana, gdzie pracował do wybuchu II wojny światowej.
Od 1945 r. do przejścia na emeryturę w 1957 r. należał do wybitnych dyrygentów chórów amatorskich w Bydgoszczy. W latach 1928–1930, 1935-1937 i ponownie od 1946 do 1954 r. dyrygował chórem „Dzwon”. Kierował także chórem „Harmonia” i kolejarskim chórem „Hasło” (1945-1950 oraz 1954-1961), z którym osiągnął największe sukcesy. Pod jego kierownictwem chór ten zdobył pierwsze miejsce na Zjeździe Śpiewaczym zorganizowanym w ramach obchodów uroczystości 600-lecia nadania praw miejskich Bydgoszczy.
Zmarł 13 czerwca 1966 r. w Bydgoszczy. Został pochowany na cmentarzu katolickim Najświętszego Serca Pana Jezusa przy ul. Ludwikowo.